# Rückbürgschaft
Die Rückbürgschaft ist eine Sonderform der Bürgschaft. Der Rückbürge steht dem Bürgen für dessen Rückgriffsforderung gegen den Hauptschuldner ein. Er übernimmt damit die Haftung des Bürgen. Ebenso steht der Rückbürge dem Nachbürgen für dessen Rückgriffsforderung gegen den Vorbürgen ein. Die Rückbürgschaft folgt den Regeln der §§ 765 ff. BGB.

## Wesen der Rückbürgschaft am Beispiel
Voraussetzung für die Rückbürgschaft ist zunächst das Bestehen eines Hauptschuldverhältnisses, das zwischen einem Gläubiger (Kreditinstitut 1) und einem Schuldner (Unternehmen) besteht, beispielsweise aus einem Darlehensvertrag. Für das Darlehen des Schuldners (Unternehmen) verpflichtet sich ein Dritter (Kreditinstitut 2) gegenüber dem Gläubiger (Kreditinstitut 1), dass er als Bürge für die Verpflichtung des Hauptschuldners (Unternehmen) im Rahmen eines Bürgschaftsvertrages einsteht (§ 765 BGB). Da der Dritte (Kreditinstitut 2) für den Ausfall der Forderung des Hauptschuldners nicht allein haften und deshalb freigestellt werden möchte, verbürgt sich ein weiterer Dritter, das könnte die Kommune des ortsansässigen Unternehmens sein oder ein drittes Kreditinstitut, gegenüber dem Bürgen (Kreditinstitut 2). Der weitere Dritte (Kommune) übernimmt damit eine sogenannte Rückbürgschaft. Der Rückbürge steht dem Bürgen (Kreditinstitut 2) für dessen Rückgriffsforderung gegen den ausgefallenen Hauptschuldner (Unternehmen) ein, weil dieser vom Gläubiger (Kreditinstitut 1) in Anspruch genommen wurde, da der Hauptschuldner (Unternehmen) die gegen ihn gerichtete Forderung nicht erfüllen konnte und ausfiel. Da der Bürge die Forderung des Hauptschuldners beglichen hat und die Forderung aufgrund der Akzessorietät des Anspruchs kraft Gesetzes gemäß § 774 BGB auf ihn übergegangen ist, trägt die Gefahr der Realisierung des Anspruchs gegenüber dem Hauptschuldner nunmehr der Rückbürge. Ebenso haftet der Rückbürge einem Nachbürgen für dessen Rückgriffsforderung gegen den Vorbürgen.
Im Verhältnis zum Rückbürgen ist der Bürge Gläubiger. Die Frage, ob mit der Leistung des Rückbürgen an den Bürgen, die Forderung des Gläubigers der Hauptforderung an ihn ebenfalls kraft Gesetzes übergeht, verneint die Rechtsprechung seit je her, denn die Rückbürgschaft steht in keiner unmittelbaren Beziehung zur Bürgschaft. Aus diesem Grund ist die Abtretung des Anspruchs an den Rückbürgen notwendig. Auch stehen dem Rückbürgen keine Bereicherungsansprüche gegen den Gläubiger zu, wenn dessen Forderung gegenüber dem Bürgen nicht bestand.

## Rückbürgschaften in der Praxis
Typischerweise treten staatliche Hoheitsträger als Rückbürgen auf, insbesondere Gebietskörperschaften wie der Bund, die Länder und Kommunen. Die Rückbürgschaft wird regelmäßig gegenüber einer Kreditgarantiegemeinschaft oder Bürgschaftsbank übernommen. Letztere tritt bei Existenzgründungen und Mittelstandsfinanzierungen regelmäßig als Bürge auf, weshalb Rückbürgschaften Bedeutung erlangen.
Die Rückbürgschaften betragen in der Regel 65 bis 75 % der (Haupt-)Bürgschaftssumme. Für Bürgschaften der Bürgschaftsbanken in den alten Bundesländern übernehmen Bund und Länder 65%ige Rückbürgschaften. In den neuen Bundesländern liegt die Rückverbürgungsquote von Bundesregierung und Bundesländern seit 2018 bei 70 %. Bei der Vergabe derartiger Rückbürgschaften haben die Rückbürgen die EU-rechtlichen Notifizierungspflichten zu beachten, damit die EU-Kommission etwaige beihilferelevanten Tatbestände prüfen kann. Bei Krediten, die durch Garantien oder Bürgschaften von Bürgschaftsbanken besichert sind, die wiederum durch Rückbürgschaften der Bundesrepublik Deutschland oder eines Bundeslands abgesichert sind, kann der staatlich rückverbürgte Anteil von Kreditinstituten als öffentliche Bürgschaft mit einer Eigenmittel-Anrechnung von „Null“ gewichtet werden (Art. 214 f. Kapitaladäquanzverordnung, englische Abkürzung CRR). Dadurch können die finanzierenden Institute ihr Eigenkapital entlasten.

## International

### Österreich
Anders als in Deutschland, ist die Rückbürgschaft in Österreich gesetzlich geregelt und wird dort als Entschädigungsbürgschaft bezeichnet (§ 1848 ABGB).

### Schweiz
Eine gesetzliche Regelung der Rückbürgschaft besteht auch in der Schweiz. Nach Art. 498 Nr. 4 Ziff. 2 OR ist der Rückbürge verpflichtet, „dem zahlenden Bürgen für den Rückgriff einzustehen, der diesem gegen den Hauptschuldner zusteht“.